# 구드리드 한스도티르
구드리드 한스도티르(덴마크어: Guðrið Hansdóttir, 1980년 10월 6일 ~ )는 페로 제도의 가수이다.

## 음반 목록
- 《Love is Dead》 (2007년)
- 《The Sky is Opening》 (2009년)
- 《Beyond the Grey》 (2011년)
- 《Taking Ship》 (2014년)
- 《Painted Fire》 (2016년)